# Bekerhaarmuts
Bekerhaarmuts (Orthotrichum cupulatum) is een soort uit het geslacht haarmuts (Orthotrichum).

## Determinatie
Bekerhaarmuts groeit in dichte, zwartgroene of bruinachtige zoden, die kleine kussens vormen. De bruine stengels zijn vrij zwak vertakt. Aan de basis zijn ze bedekt met bruine, sterk vertakte houders. De bladeren zijn lancetvormig en aan de bovenkant puntig, hoewel ze vaak stomp zijn. De bladrand is gekruld, vooral aan één kant. Bladcellen hebben sterk verdikte membranen. In dwarsdoorsnede bestaat de bladnerf uit zeer vergelijkbare cellen en is hij vaag papillair aan de achterkant. De seta is zeer kort (0,5 mm), waardoor het eivormige aanzicht nauwelijks boven de bladeren uitsteekt. Het peristoom is enkelvoudig. Het huikje is bedekt met kort haren.

## Ecologie
Bekerhaarmuts groeit vooral op kalkrijke stenen, in de Lage Landen meestal langs voedselrijke wateren.

## Verspreiding
De soort komt voor in Europa inclusief de Kaukasus, bovendien groeit het in Algerije en Noord-Amerika.
In Nederland is bekerhaarmuts vrij algemeen in het rivierengebied en wordt ook langs het IJsselmeer en in Friesland en Groningen regelmatig aangetroffen, elders is het vrij zeldzaam. 

## Fotogalerij

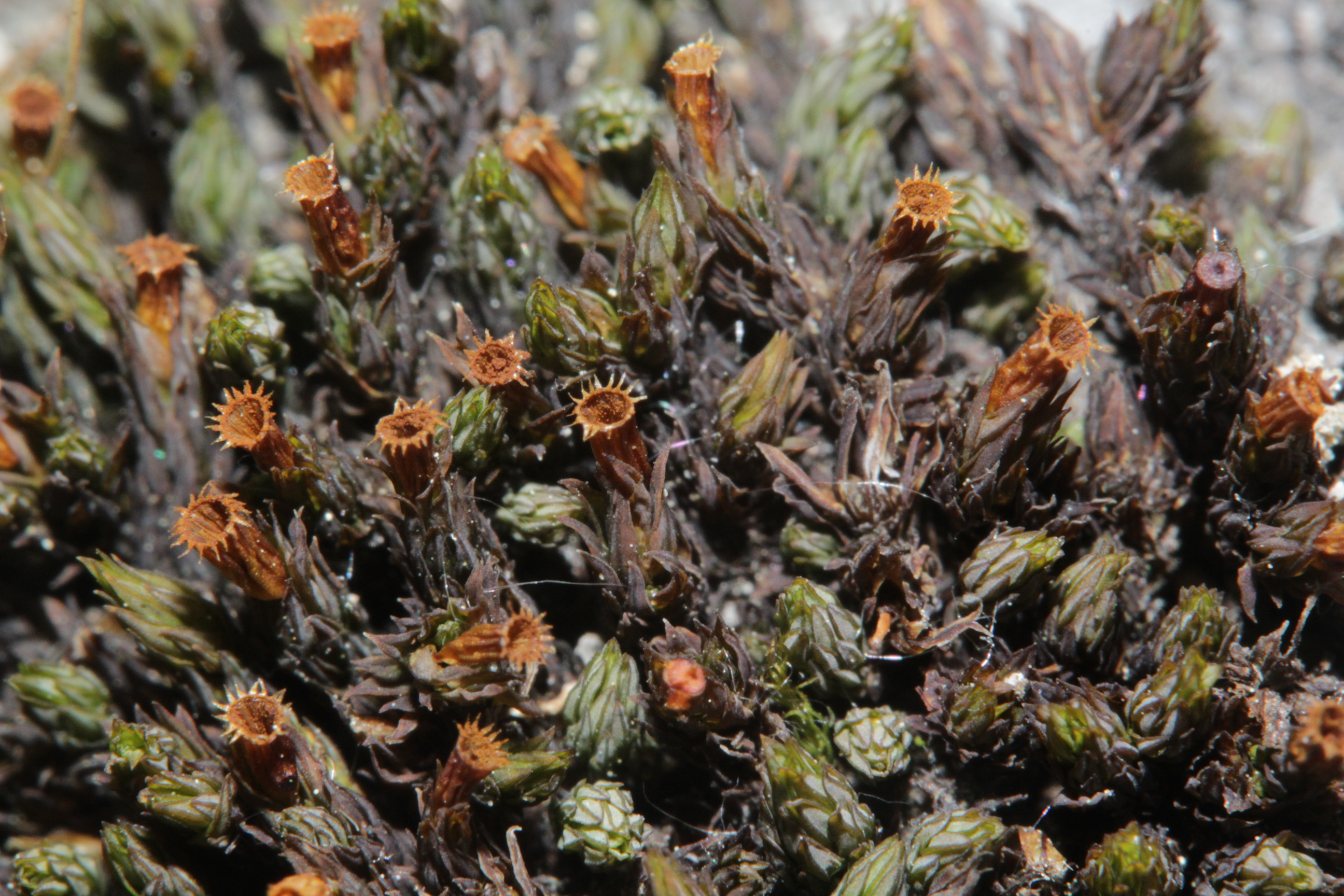
Mos
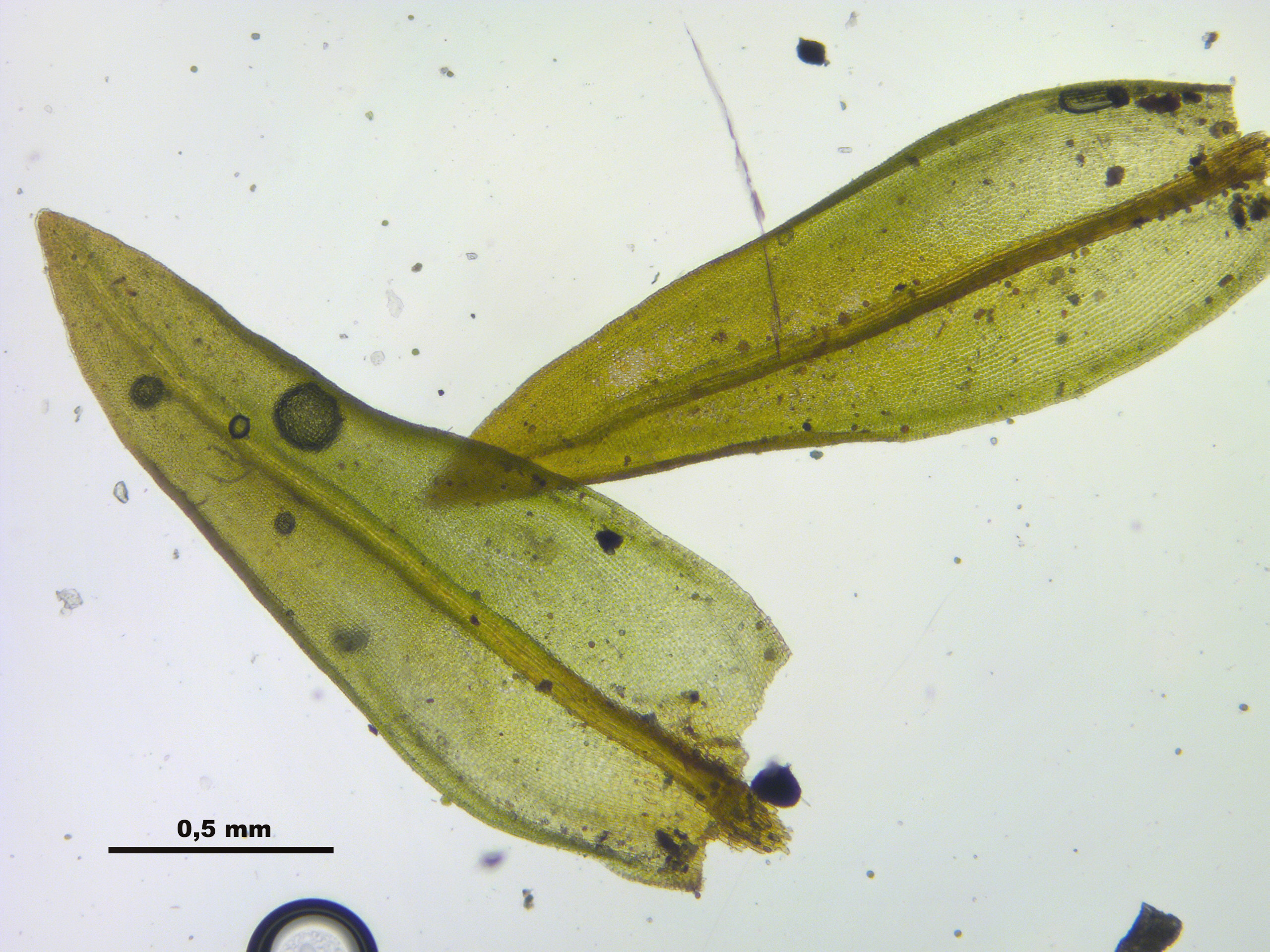
Bladnerf
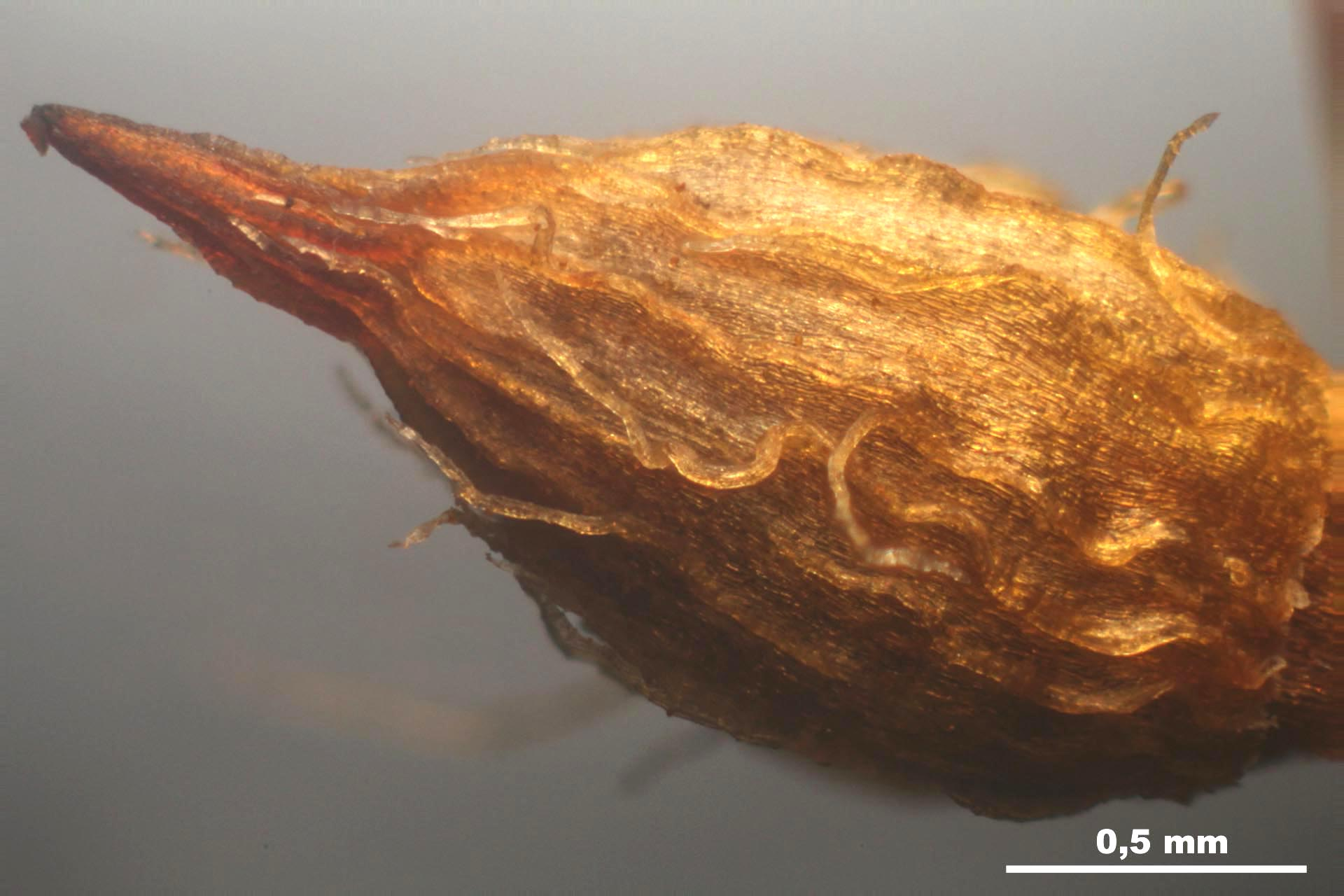
Sporenkapsel
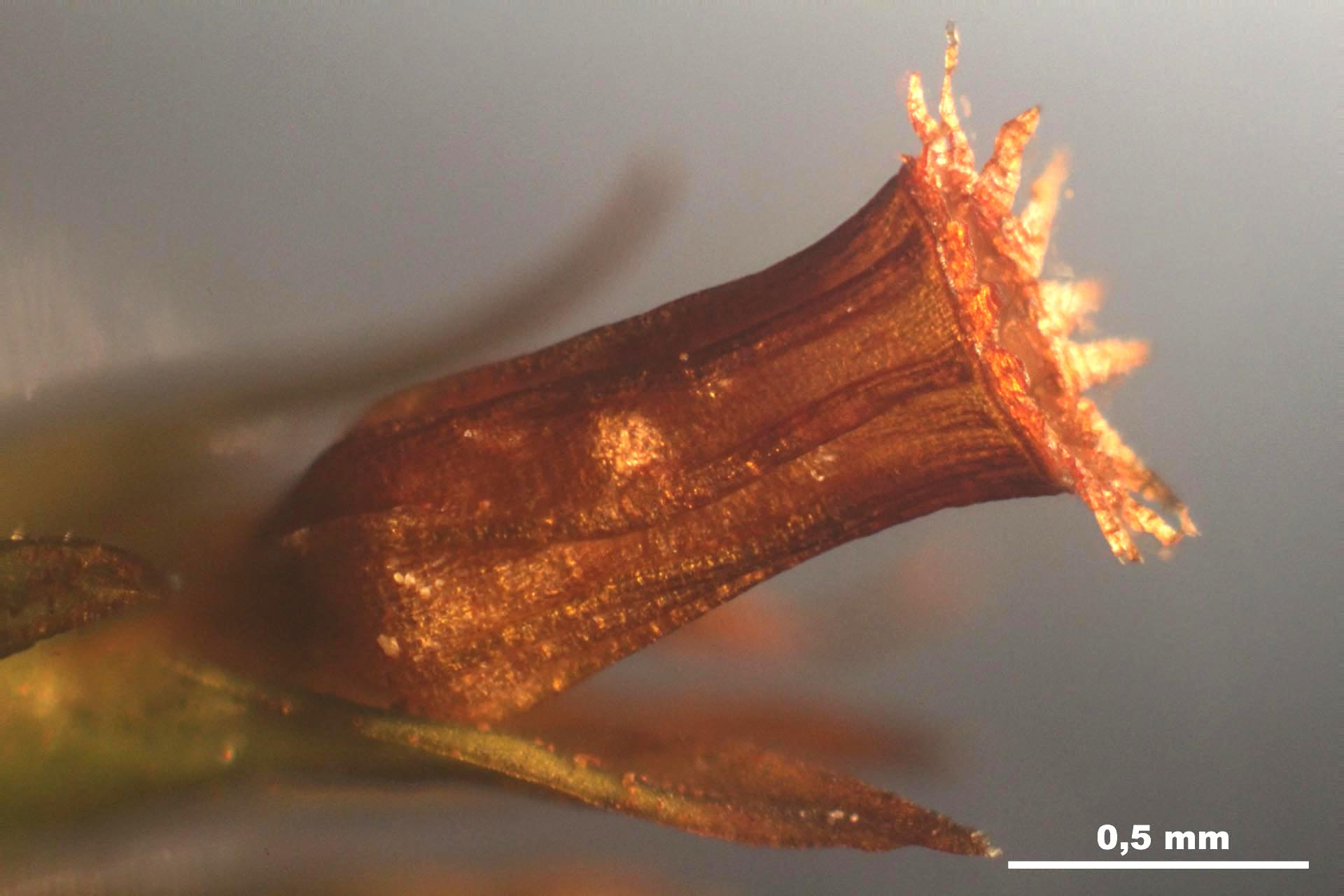
Sporenkapsel
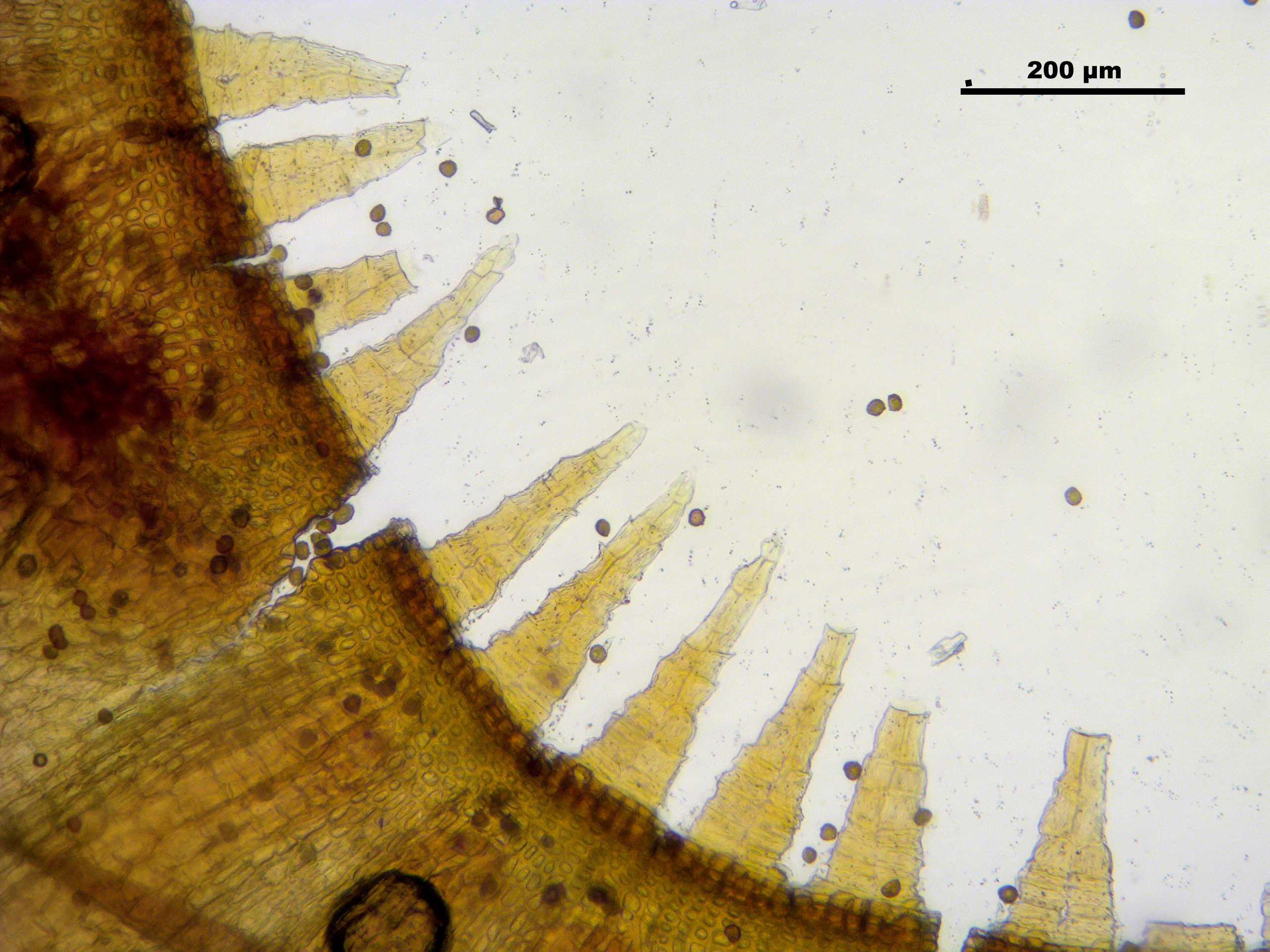
Peristoomtanden
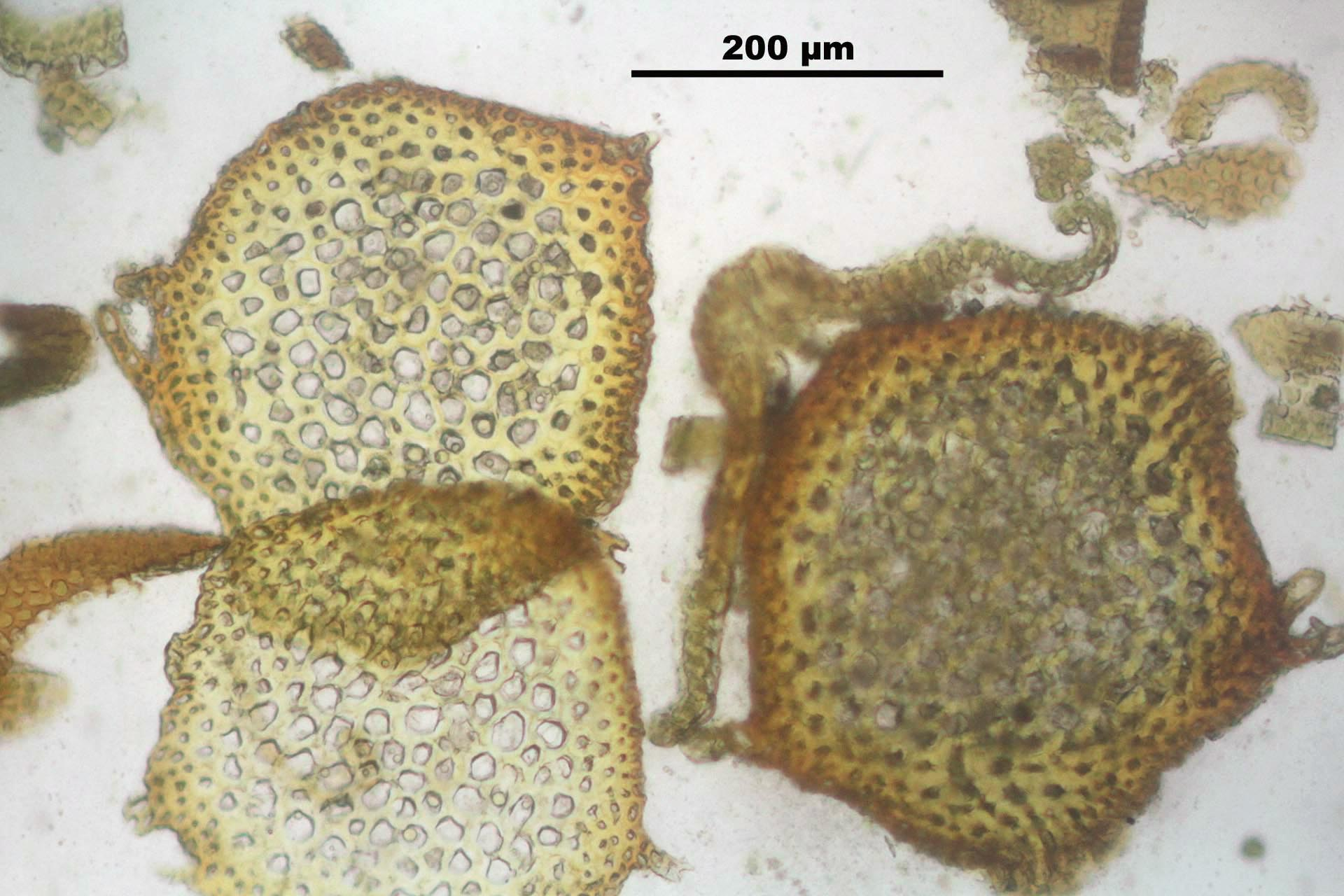
Doorsnede stengel
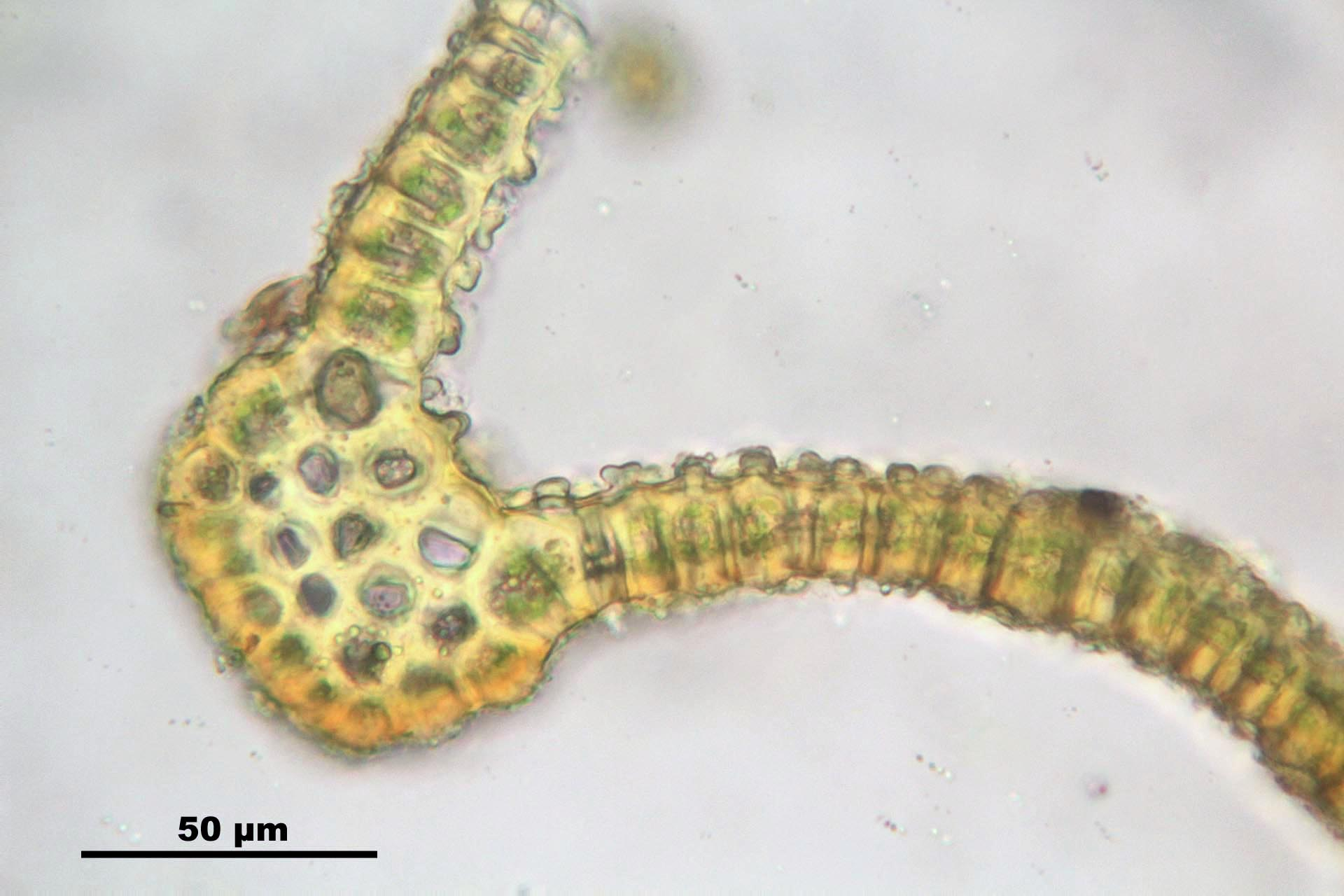
Doorsnede bladnerf
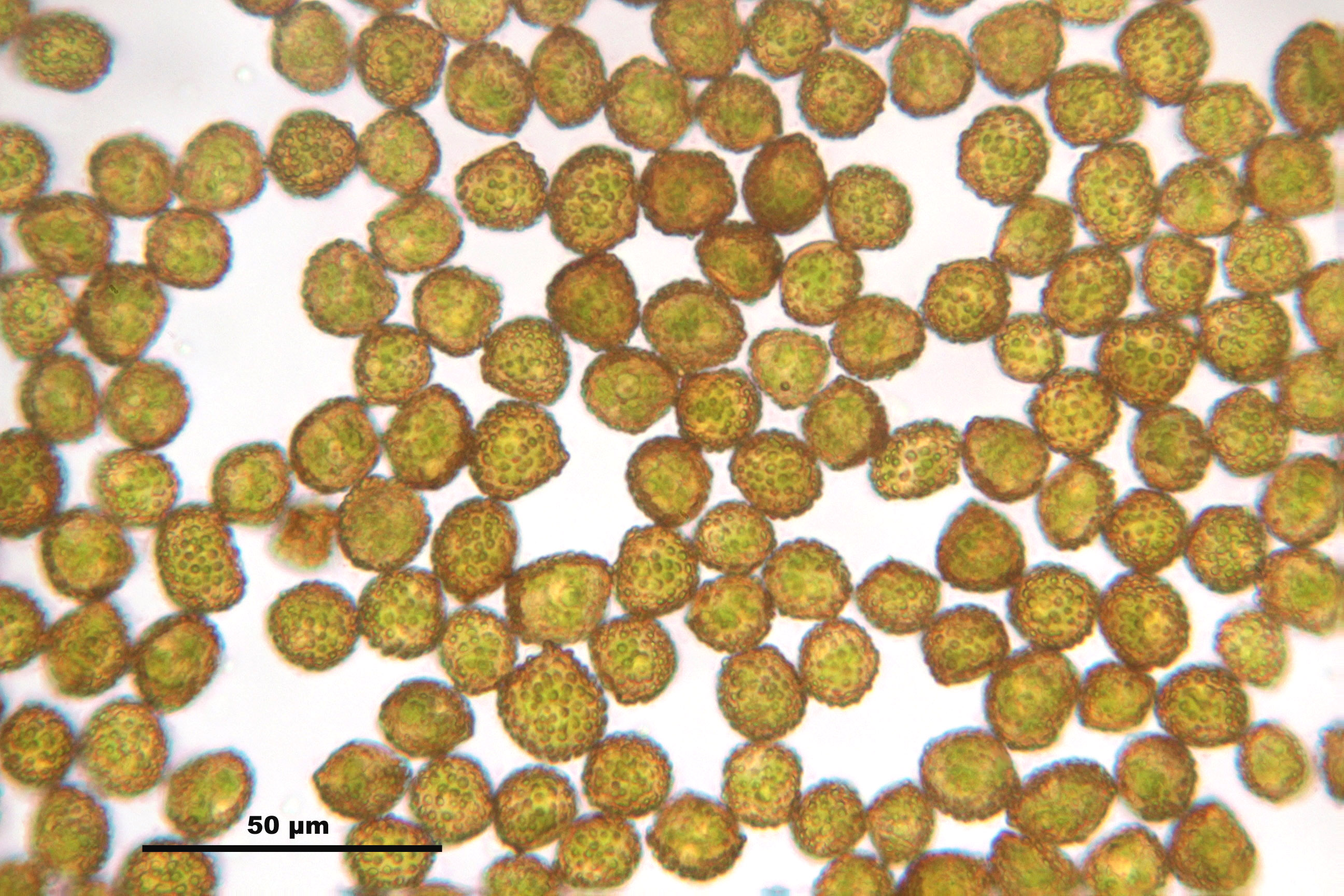
Sporen